# Ganzmetallflugzeug

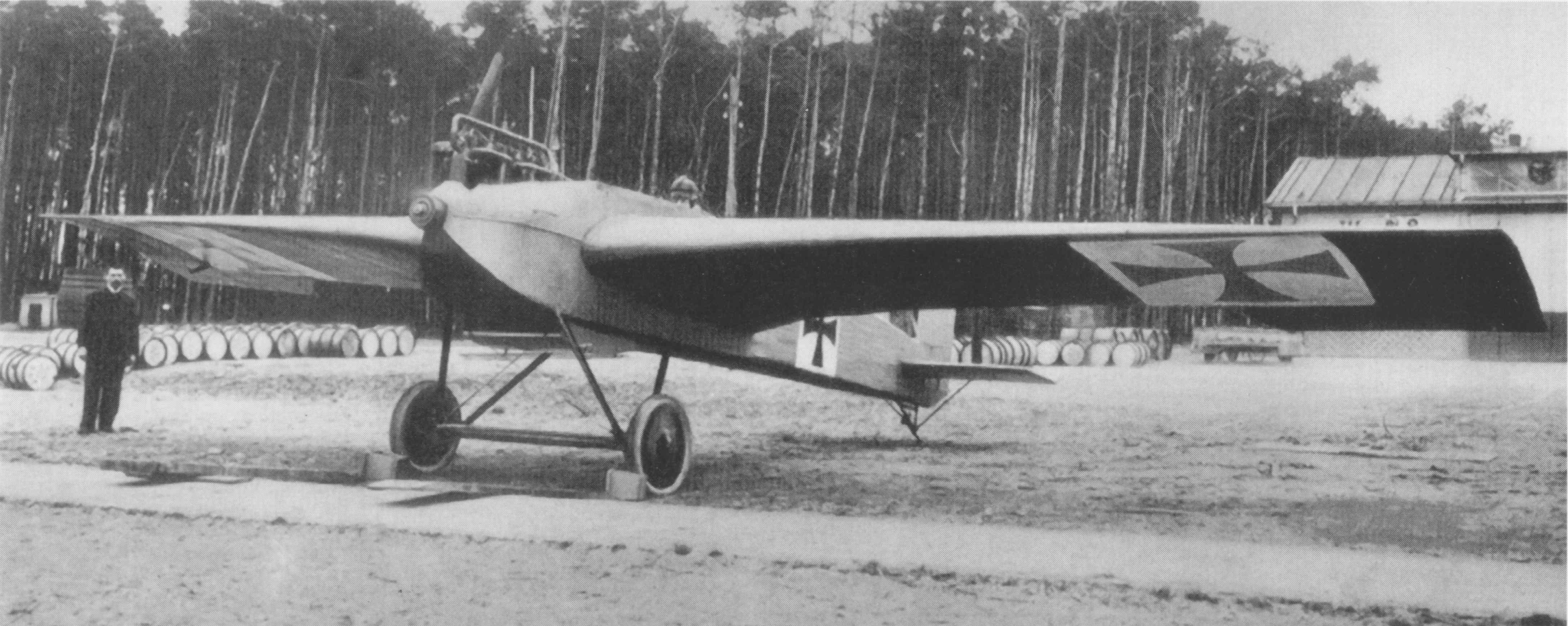
Die Junkers J 1 war das erste verspannungslose, selbsttragende und flugfähige Ganzmetallflugzeug

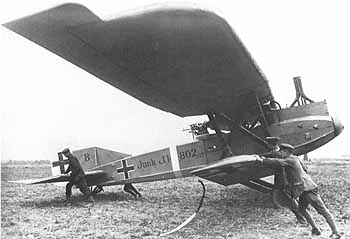
Die Junkers J 4 (IdFlieg-Spezifikation „J.I“), Erstflug Januar 1917, war das erste in Serie gebaute Ganzmetallflugzeug

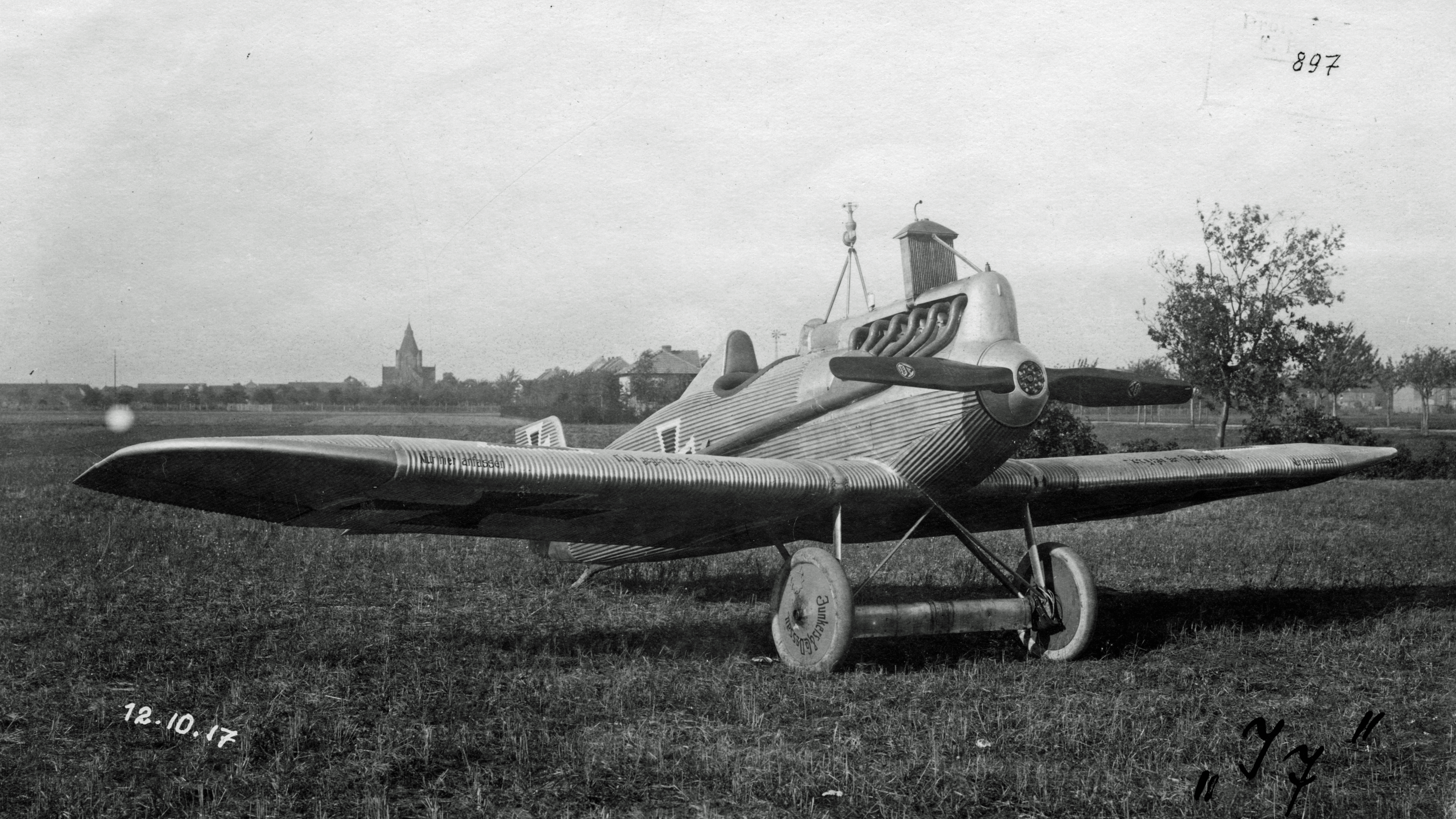
Die Junkers J 7 war ein freitragender Tiefdecker des Flugzeugherstellers Junkers & Co. in Duraluminiumbauweise

Ein Ganzmetallflugzeug ist ein Flugzeug, dessen Struktur aus Metall hergestellt ist und dessen Rumpf und Tragflächen mit Metall beplankt sind.
Die Außenhaut des Flugzeugs nimmt dabei Kräfte auf und leitet sie weiter, so dass ein Ganzmetallflugzeug nur eine leichte tragende Struktur braucht. Durch diese so genannte Halbschalenbauweise haben Ganzmetallflugzeuge trotz der Verwendung relativ schwerer Werkstoffe ein geringeres Gewicht als Flugzeuge in Holz- oder Gemischtbauweise.
Diese Bauweise wurde erstmals von Hugo Junkers mit dem Typ Junkers J 1 angewendet, der am 12. Dezember 1915 mit Friedrich von Mallinckrodt zum Jungfernflug startete. Junkers verwendete bei der J 1 und der J 2 noch Stahl als Außenhaut, ging aber aus Gewichtsgründen bei den Folgemodellen wie zum Beispiel der J 7 zur Beplankung mit Leichtmetallen wie Duralumin über, die in der Folge im Metallflugzeugbau zum Regelfall wurde. Junkers baute noch während des Ersten Weltkriegs mehrere Ganzmetallflugzeuge, darunter das erste in Serie gebaute Ganzmetallflugzeug J 4 (IdFlieg-Spezifikation „J.I“); der Durchbruch gelang jedoch erst 1919 mit der J 13, dem ersten Ganzmetallflugzeug der zivilen Luftfahrt, das in der ganzen Welt Verbreitung fand und von dem bis 1932 320 Stück gebaut wurden.